# Pterostichus sphodrinus
Pterostichus sphodrinus är en skalbaggsart som beskrevs av Leconte 1863. Pterostichus sphodrinus ingår i släktet Pterostichus och familjen jordlöpare. Inga underarter finns listade i Catalogue of Life.